# B.Mallapuram
B.Mallapuram es una ciudad y nagar Panchayat situada en el distrito de Dharmapuri en el estado de Tamil Nadu (India). Su población es de 12705 habitantes (2011). Se encuentra a 21 km de Dharmapuri.

## Demografía
Según el censo de 2011 la población de B.Mallapuram era de 12705 habitantes, de los cuales 6393 eran hombres y 6312 eran mujeres. B.Mallapuram tiene una tasa media de alfabetización del 77,40%, inferior a la media estatal del 80,09%: la alfabetización masculina es del 85,68%, y la alfabetización femenina del 69,06%.